# Circuit de Balaton Park
El Circuit de Balaton Park (oficialment, en anglès, Balaton Park Circuit) és un circuit de curses de 4,115 km situat a prop de Balatonfőkajár, 85 km al sud-oest de Budapest, Hongria. Inaugurat el maig de 2023, està dissenyat per a acollir curses regionals i internacionals.

## Història

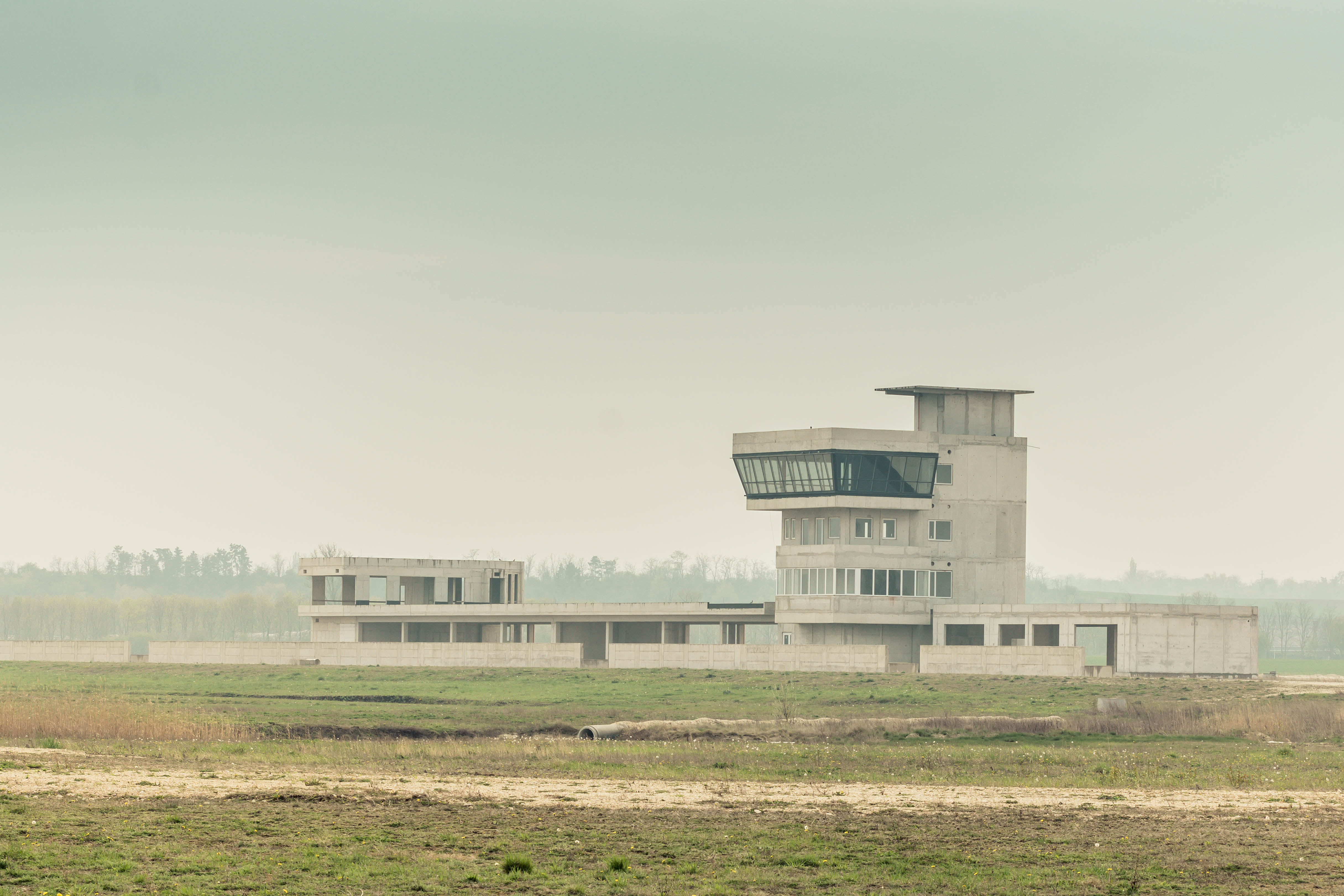
Vista de les instal·lacions a mig construir a data del 2019

La fase principal de construcció del Balaton Park va començar el 2019. L'autòdrom és propietat d'un grup privat d'inversors liderats per l'antic pilot de curses Chanoch Nissany. El projecte es va finançar amb fons propis dels inversors, sense cap intervenció de bancs ni finançament extern. El circuit està pensat per a ser incorporat a l'escena de competicions d'esports de motor d'Hongria, complementant l'antic i consolidat Hungaroring.
El setembre de 2023 es va anunciar que el circuit s'inclouria al Campionat del Món de Superbike (SBK) el 2024 i que seria també seu de reserva del mundial de motociclisme el mateix any, abans del retorn del Gran Premi d'Hongria de motociclisme a Hungaroring el 2025. El 26 d'octubre de 2023 es va confirmar que el circuit acolliria la seva primera cursa mundial de SBK del 23 al 25 d'agost de 2024. Tanmateix, el 7 de juny de 2024 es va anunciar que la ronda de SBK al Balaton Park se substituïa per la del Circuito do Estoril a causa de les obres en curs al circuit hongarès.
El 19 de setembre de 2024 es va anunciar que el circuit acolliria tant el Gran Premi de motociclisme com el Campionat del Món de Superbike el 2025, el primer a l'agost i el segon al juliol. De cara a aquests esdeveniments, hi haurà canvis significatius al circuit. Els revolts 6 i 7, en comptes d'un revolt de doble àpex es convertiran en dos revolts suaus units per una recta; una xicana substituirà el revolt 11 i un revolt 13 tancat que connecta amb el 14 a la dreta i el 15 a l'esquerra que assegura que els murs estaran més allunyats de la pista. El redisseny és obra de Loris Capirossi.

## Característiques
El Balaton Park Circuit s'ha planificat i construït segons els estàndards de Grau 1 de la FIA i va obtenir inicialment una llicència de Grau 2. El circuit compta amb barreres Tecpro i la darrera tecnologia 'MyLaps', com ara GPS, panells LED i sistemes de cronometratge.
La pista té una longitud de 4,115 km i varia d'amplada entre 12 i 15 m. Consta de setze revolts (sis a la dreta i deu a l'esquerra) en el seu traçat complet i únic. Les instal·lacions del circuit inclouen 48 garatges de boxs, zones VIP i salons, centre de premsa, centre mèdic i dues àrees de pàdoc de suport addicionals. De cara al Gran Premi de motociclisme i el Campionat del Món de Superbike del 2025 es va crear un nou disseny del traçat específic per a les motocicletes.